# Oscar Ellqvist
Oscar Ellqvist, född 4 mars 1867 i Ausås socken i Skåne, död 29 augusti 1937 i Stockholm, var en svensk fotograf verksam i Stockholm. Han är mest ihågkommen som en av de svenska pionjärerna inom reportagefotografin på 1890-talet och i början av 1900-talet. Han hittade nya möjligheter och var tidig i mycket av det han företog sig som till exempel att lämna bilder till tidningar, publicera bilder i Hvar 8 dag och Idun samt starta en kemigrafisk anstalt.

## Uppväxt
Oscar Ellqvists far Carl var folkskollärare i Ausås och var gift med Johanna. 1890 flyttade familjen till Stockholm. Paret fick sex barn, varav Oscar var näst äldst. Äldsta barnet Carl blev kammarskrivare och minsta barnet Ernst gick också på tekniska skolan och arbetade inom foto- och klichétillverkning. Selma utbildade sig till diakonissa. Gerda gick också på tekniska skolan och arbetade inom fotonäringen. Gerda hyrde Oscars ateljé under något år för att avlasta brodern när han startade en klichéanstalt tillsammans med yngsta brodern Ernst. Yngsta systern Esther blev konstnär och gifte sig med konstnären John Bauer.

## Karriär
Ellqvist gick på Tekniska skolan i Stockholm och hyrde ateljé D Jacoby på Järntorget 1893–1895. År 1895 öppnade han en egen ateljé på Grevgatan 38, 1897 öppnade han sin ateljé på Hamngatan 18 i Sparrepalatsets östra flygel och 1899 lämnade han ateljén på Grevgatan. Ateljén på Hamngatan hade han kvar fram till 1913, då Sparrepalatset revs för att ge plats åt NK. Han öppnade ateljé på Hamngatan 38, men flyttade till Jakobsgatan 1 år 1918. Det skedde ytterligare en flytt 1924, då till Drottninggatan 61.
Under 1890-talet lämnade han fotografier till tidningar som berättade om händelser utefter inlämnade fotografier. Detta var innan tidningarna kunde trycka fotografier.
Ellqvist fick pris på Allmänna konst- och industriutställningen 1897 främst för sina momentbilder. Runt 1900 började illustrerade veckotidningar ges ut med möjlighet att publicera fotografier, till exempel Idun och Hvar 8 dag. Ellqvist var en av de fotografer som anlitades från start. År 1906 startade han Stockholms kemigrafiska anstalt tillsammans med sin bror Ernst. Efter några år sålde Oscar Ellqvist sin andel, och brodern Ernst drev firman vidare tillsammans med ingenjör Hugo Hoffman. Oscar Ellqvist var verksam som fotograf fram till mitten av 1920-talet.